# Norvellina numerosa
Norvellina numerosa är en insektsart som beskrevs av Lindsay 1938. Norvellina numerosa ingår i släktet Norvellina och familjen dvärgstritar. Inga underarter finns listade i Catalogue of Life.